# 露出 (写真)
写真技術において露出（ろしゅつ、英語: exposure）ないし露光（ろこう）とは、フィルム、乾板などの感光材料やCCD、CMOSなどの固体撮像素子を、レンズを通した光にさらすこと（現在のカメラでは通常シャッターの開閉により、これを行う）。またはカメラのレンズを通過してくる光の総量や、画像そのものの明るさのことをいい、これらはレンズの絞り（F値）と露光時間（シャッター速度）及びフィルム感度の組み合わせによって決まる。
また、フィルムに記録された画像を印画紙にプリントするために、引き伸ばし機などを使って印画紙に像を焼き付けることもさす。撮影時のことを露出、プリント時のことを露光と呼んで区別することもある。

## 露出値

露出計で得たEV値から適切なシャッター速度と絞り値の組み合わせを見つけるためのダイアグラム

絞り値（F値）と露光時間（シャッター速度）によって決まる露出の度合いを表すために、露出値と呼ばれる数値が用いられる。露出値は、通常、Exposure Valueの略であるEVで表記される。
絞り値がF1、露光時間が1秒のときの露出値をEV0と定義し、露光時間が半分になるか、絞り値が{\displaystyle {\sqrt {2}}}（約1.4）倍になるかして届く光量が半分になるごとにEV値は1大きくなる。露出値が同じならば、同じ被写体を同じ光線状況で撮影したときフィルム等にあたる光の量は同じになるが、絞り値と露光時間の組み合わせは色々と考えられ一意に定まらない。
例えばF2.8-1/500秒、F4-1/250秒、F5.6-1/125秒の組み合わせからは同一の露出値（12EV）が得られる。これを相反則の原理という。（絞り値が1/1.4になり光の量が半分になるたびに、シャッター速度が2倍になり打ち消しあって同じ露光量となる） ただし、露出値は同じでも被写界深度（絞り値が大きいほど、深くなる）やブレの量（シャッター速度が遅いほど大きくなる）などは組み合わせ方によって変化する。
また、長時間露光を行うとフィルムでは相反則の原則が崩れ、露出アンダーになったりカラーバランスが崩れることがある。これを相反則不軌といい、夜景や天体写真などでは問題となる。
被写体の明るさと、使用するフィルム等の感度によって適正なEV値が決まる（適正露出）。適正なEV値を決めるために露出計が用いられる。AEカメラ（自動露出カメラ）では内蔵のTTL（Through the Lens）露出計が作動する。
露出値を簡易に計算するために、絞り値、シャッター速度に対してそれぞれAv値、Tv値という数値を対応させて計算する方法が存在し、これをアペックスシステムという。アペックスシステムを利用するとEV値はAv値とTv値の和という形で表すことが可能である。絞り値をA、シャッター速度をTとして
{\displaystyle {\mathit {AV}}=\log _{2}A^{2}=2\,\log _{2}A} (aperture value)
{\displaystyle {\mathit {TV}}=\log _{2}{\frac {1}{T}}=-\log _{2}T} (time value)
となり
{\displaystyle {\mathit {EV}}={\mathit {AV}}+{\mathit {TV}}} (exposure value)
上記の式をまとめると露出値は以下の数式で表される。
{\displaystyle {\mathit {EV}}=\log _{2}A^{2}-\log _{2}T}
露出値とシャッター速度・絞り値の関係は図示したようになる。
また、被写体の輝度値（BV）、フィルムの感度値（SV）を次のように定義すると
{\displaystyle {\mathit {BV}}=\log _{2}(B/(N*K))}(luminance value aka brightness value)
{\displaystyle {\mathit {SV}}=\log _{2}(N*Sx)}  (speed value aka sensitivity value)
ここで、Bは輝度 cd/㎡、SxはISO感度、N≒0.3、Kは反射露出計の校正定数（11.4前後）
{\displaystyle {\mathit {EV}}={\mathit {BV}}+{\mathit {SV}}}
となる。
以上より次の関係が得られる
{\displaystyle {\mathit {EV}}={\mathit {AV}}+{\mathit {TV}}={\mathit {BV}}+{\mathit {SV}}}

## いわゆる「段」について
「EV値の変化量」を写真界の慣例で段と呼ぶ。例えば、「1段絞る」というときは、必ずしもカメラレンズの絞り目盛で一刻み絞ることを意味するのではなく、1EV分絞る（光量を少なくする）ことを意味する。仮にF5.6をF6.3（中間絞り）にまで絞っても「1段絞った」とはいわない。F5.6を1段絞るとはF8に絞ること、つまり絞りを通過する光の量が半分になる（F値が{\displaystyle {\sqrt {2}}}（約1.4）倍になる）ように絞ることをいうのが慣例である。
同様に「シャッター速度を1段分上げる」などというときも1EVに相当する変化（シャッター速度が倍、つまり露光時間が半分になる）をいう。また例えばNDフィルターの効果を「2段分」というときは2EV分の減光効果があることを意味する。
デジタルカメラでは絞りやシャッター速度の中間値も数字として表示されるが、機械式時代からの慣習で、半段、半絞り、1/3段、1/3絞りという表現も使われている。

## 適正露出と露出アンダー、オーバー
撮影された写真が人間から見て自然な明るさ・色彩で表現される露出を適正露出という。適正露出以下の露出で撮影された写真は露出アンダー（英:Underexposure あるいは単に「アンダー」）といい不自然に暗く写る。逆に適正露出以上の露出で撮影された写真は露出オーバー（英:Overexposure あるいは単に「オーバー」）といい、不自然に明るく写る。アンダーやオーバーの写真は露出の失敗として一般に嫌われる傾向があるが、意図的に表現の手段としてこれを利用する撮影者もいる。意図的に露出アンダー気味に撮影された写真をローキー（英:Low key）、オーバー気味に撮影されたものをハイキー（英:High key）という。ローキーの写真では重厚感が、ハイキーの写真では軽快感やさわやかな感じが表現されるといわれる。

## 白とびと黒つぶれ

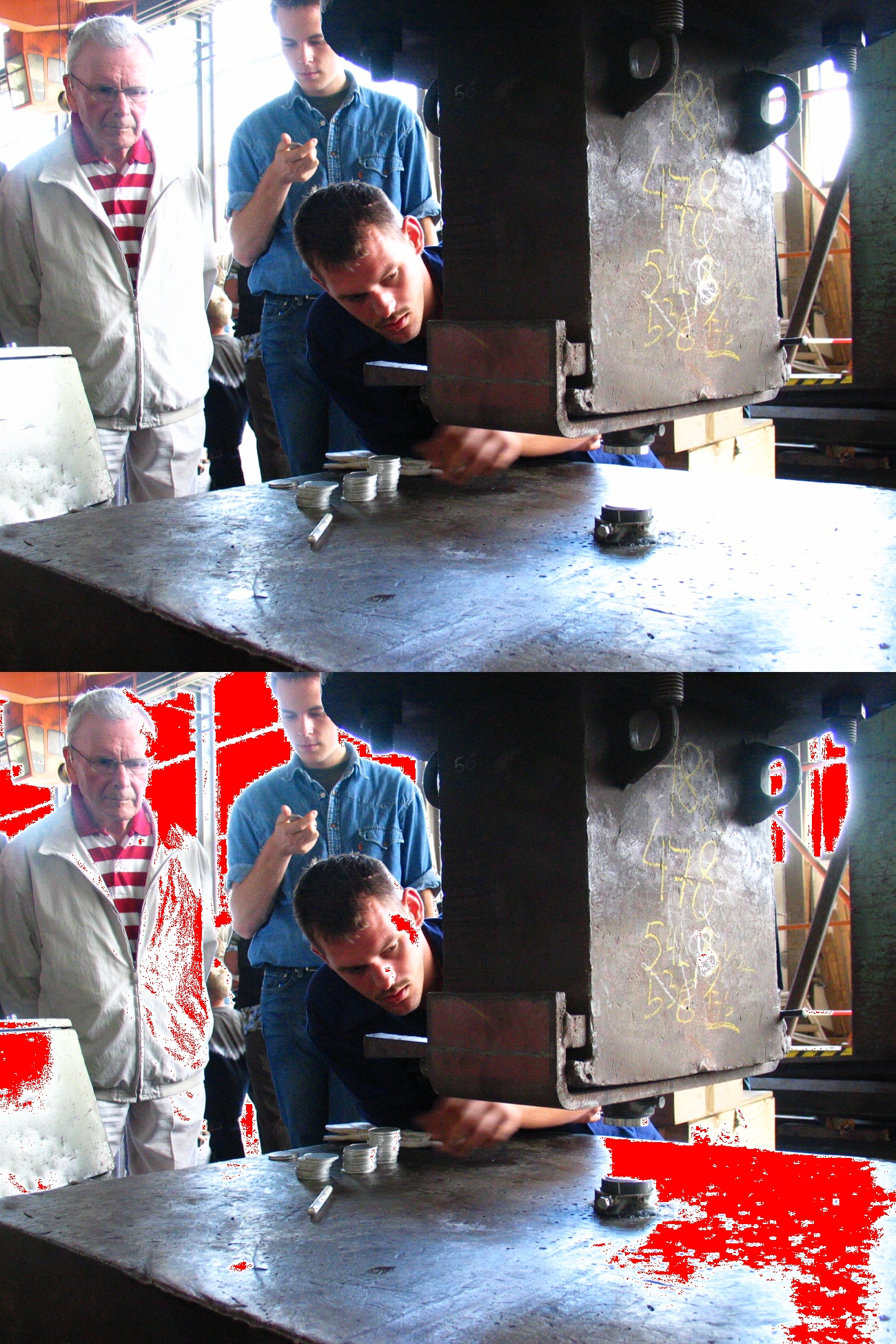
白とびの起こった写真。下の写真の赤で示された部分が、上の写真で白とびしている部分である。

また非常に明暗の差のある被写体のもとで、強い光のあたっている部分（ハイライト）が極端に露出オーバーとなり諧調（グラデーション）の情報を失って真っ白になることを白とび（英:blown-out highlightsやflared highlightsまたはclipped whites）という。また同様に光が不十分な部分（シャドー）が極端に露出アンダーとなり諧調を失って真っ黒になることを黒つぶれ（英:blocked up shadowsまたはclipped blacksなど）という。一般的なデジタルカメラの場合、赤(R)、緑(G)、青(B)の三原色について、それぞれ256段の階調の組み合わせで色や明るさを表現するが、三色ですべて255を超える明るさになると白とびが起こる。また、3色で0を下回ると黒つぶれを起こす。白とび、黒つぶれが起きても撮影後にレタッチでいずれも回復することができるが、極端な白とび、黒つぶれは修復ができない。
特定のフィルムや撮像素子において、白とびと黒つぶれが起こる限界の露出の幅の大きさをラティチュードあるいはダイナミックレンジという（フィルムではラティチュード、デジタルではダイナミックレンジという場合が多い）。ラティチュード、あるいはダイナミックレンジの幅が広いほど白とび･黒つぶれは起こりにくい。
ネガフィルムはダイナミックレンジが広い（10～11EV）。これに比べてリバーサルフィルムやデジタルカメラは狭く（5～6EV）、白とび・黒つぶれを起こしやすい。最近のデジタルカメラの中には、白とびや黒つぶれを警告する機能、あるいはダイナミックレンジを拡大して白とび･黒つぶれを緩和する機能を持つものも現れている。デジタルでは数枚の露出の異なる写真を合成してダイナミックレンジを拡大するHDRという手法も用いられる。通常、ソフトを使ってパソコン上で行うが、カメラ内で自動的に合成する機種も現れている。

## 自動露出
現在はフィルムカメラにしろ、デジタルカメラにしろ、自動露出（AE）の機能を備えているものが大部分である。ある程度以上のレベルのカメラでは、自動露出のモードにはシャッター速度優先モード（またはTvモード、Sモード）、絞り優先モード（またはAvモード、Aモード）、プログラムモード（またはPモード）などがあり、そのほかに手動露出（マニュアルモード、Mモード）やバルブ（シャッター開放=シャッターを押し続ける限り露出が続くモード。実際にはレリーズによって操作することが多い。Bモード）などの露出方法が選択できるものがある。
シャッター速度を主にコントロールして撮影する場合は「シャッター速度優先モード」が便利であり、その場合は適正露出に応じた絞り値が自動的に選択される。また、被写界深度をコントロールしてパンフォーカスやボケ表現で撮影したい場合は「絞り優先モード」が便利である。このモードでは絞りを決定すると、適正露出になるシャッター速度が自動的に選択される。「プログラムモード」はシャッター速度、絞りともカメラ任せにするモードで、初心者の撮影やシャッターチャンスが死命を制するスナップ写真などに適している。
フィルムカメラではISO感度はフィルムを交換するか、増感または減感現像をしない限り変更できなかったが、デジタルカメラでは撮影の都度、感度を変更できるものもある。また機種によっては任意の絞りとシャッター速度を決定すると、自動的に適正な感度を選択してくれるモード（TAvモード）を持つものも出てきている。ただ、一般に高感度になるほどノイズが発生し、画質が低下する傾向があるので注意を要する。高感度ノイズを軽減する機能がついたデジタルカメラも現れている。

## 自動露出の限界

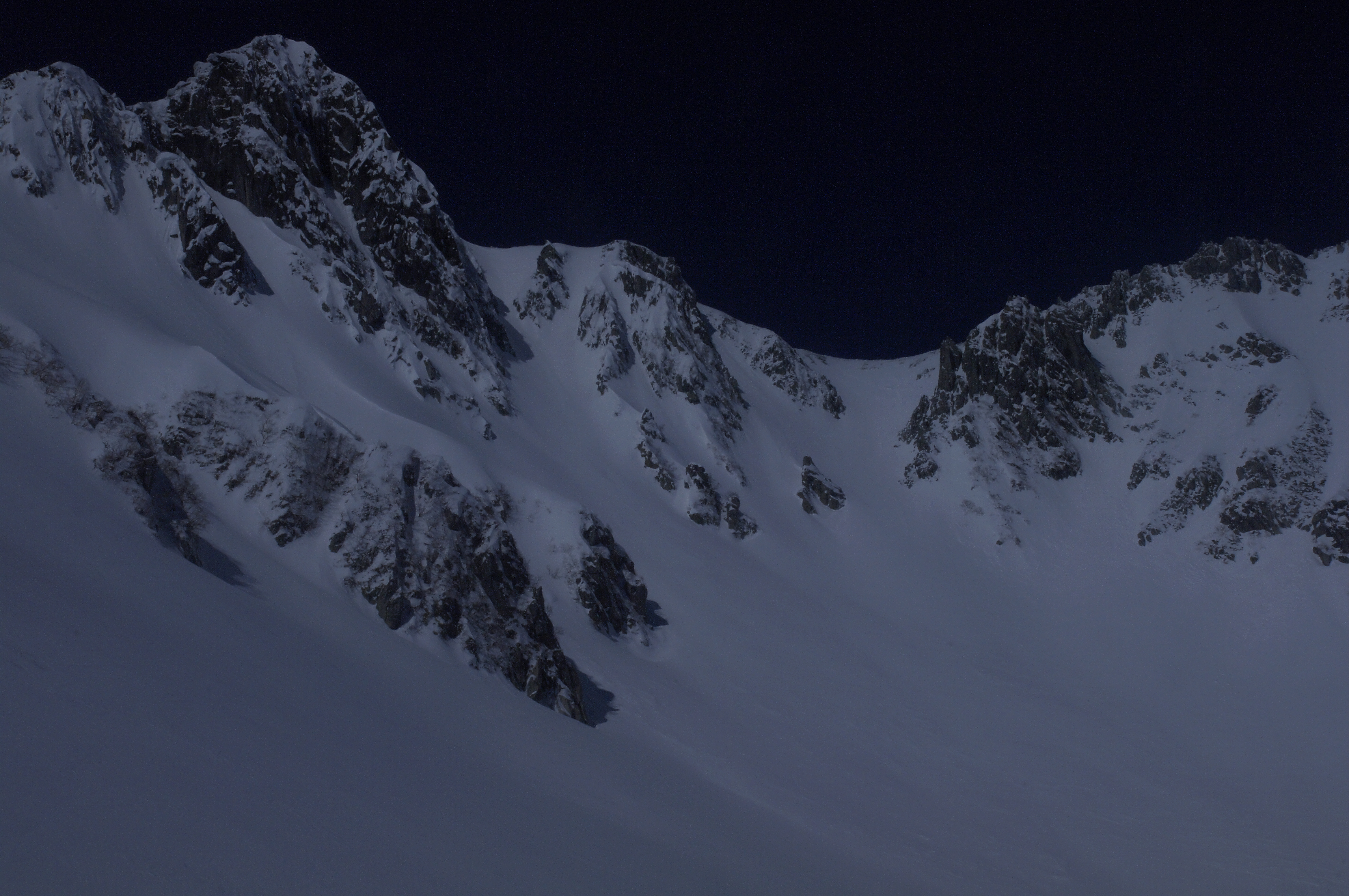
露出補正せずに自動露出（スポット測光）で撮影した雪山。露出アンダーになっている。

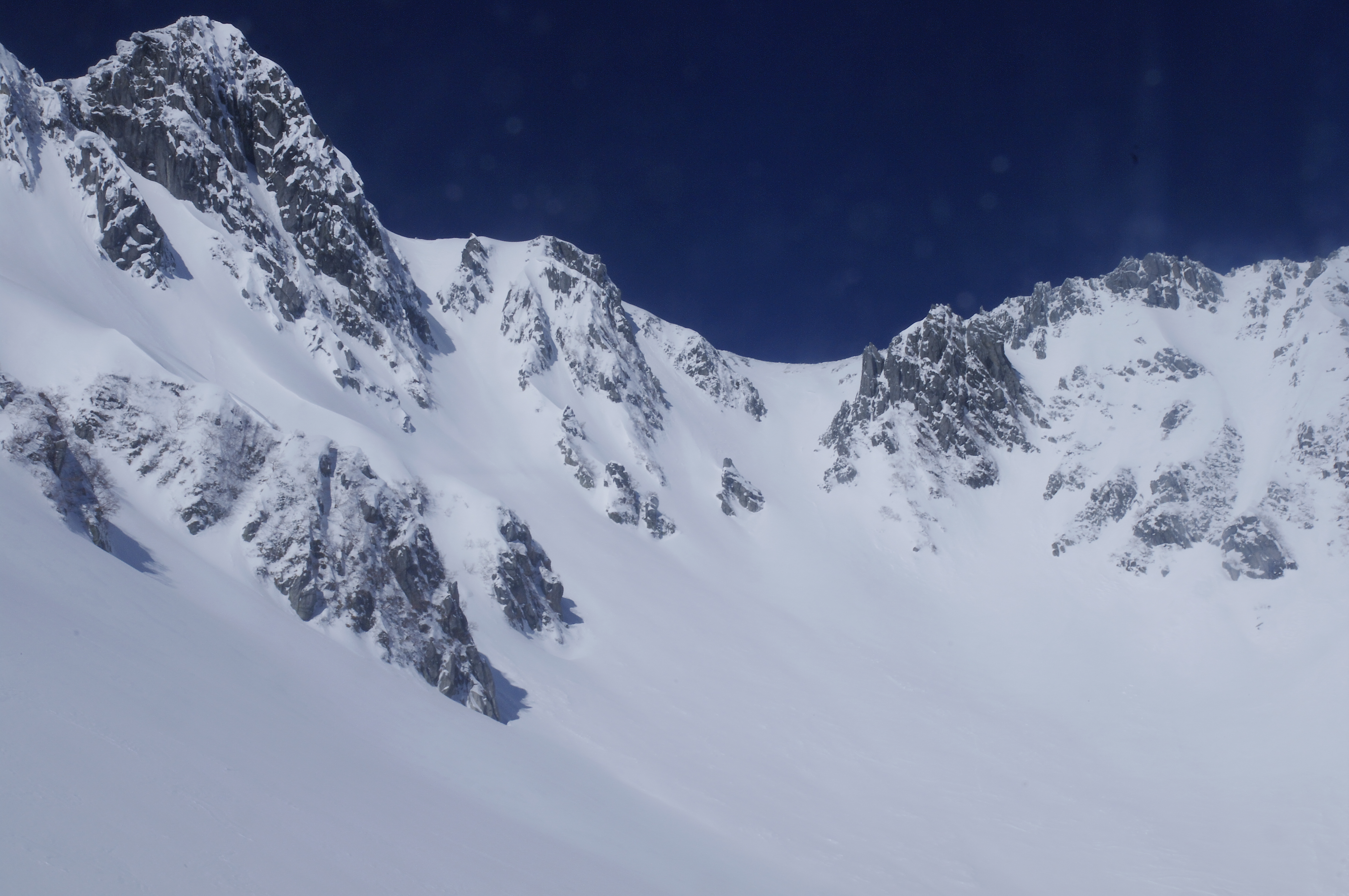
+2EVの露出補正を加えて撮影した同所。上の写真に比べて自然な露出となっている。

条件によっては自動露出機能のもとでも適正な露出が得られないことがある。
自動露出はカメラ内のTTL(Through The Lens)露出計の測定によって適正露出を割り出している。TTL露出計は反射光式、すなわち一旦ものに当たって反射した光を測定するタイプの露出計である。この露出計は反射率18%を適正露出の基準としている。18%グレーの反射板を自動露出で撮影すると、常に適正露出となるように設計されている。この数字は色々な反射率を持つ色の混ざった被写体の平均的な反射率が18%であるところからきている。赤や緑などの反射率は18%前後であるといわれている。
しかし、被写体の反射率が18%からかけ離れているときはどうであろうか？例えば白の反射率は例えば雪の場合60%から72%ぐらいである。このような被写体に対すると、露出計は光量が実際よりも多い（反射率72%と仮定すると18%の4倍=2EV分の光量）と判断し、実際よりも暗く写そうとする。その結果、自動露出で白っぽいものを撮ると露出アンダーとなる。また、黄色やオレンジ色は白ほどではないが18%より反射率が高く、自動露出では露出アンダーになりがちである。右側の上の写真は真っ白な雪の部分をスポット測光して撮影したものである。実際に非常に露出アンダーとなっている。（最近の多分割測光ではこれほど極端なアンダーにはならない。）
また、黒の反射率はおよそ3%といわれる。黒っぽい、反射率が18%より低い色が画面の多くを占める場合、露出計は光が足りないと判断し、カメラは絞りを過剰に開いたり、シャッター速度を遅くしたりするなどして、露出オーバーに写してしまうのである。

## 露出補正
このような場合に対応するため、カメラによっては露出補正機能がついているものがある。自動露出でオーバーになる場合はマイナスに、アンダーになる場合はプラスに露出補正することにより、適正露出が得られる。右下の写真は上と同じ雪山に+2.0EVの露出補正をかけて撮影しなおしたものである。上の写真より自然な露出となっている。
また、白とび・黒つぶれを抑えたり、意図的にハイキー、ローキーの写真を撮ろうとする場合も、露出補正機能が役立つ。
機種によっては1EV刻み、1/2EV刻み、あるいは1/3EV刻みなどの細かい露出補正できるものがある。シャッター優先AEの場合は絞りが、絞り優先AEの場合はシャッター速度が変化するのが通例である。TAvモードではISO感度が変化する。
危険分散のため、何枚か同じ被写体を露出を変化させて撮る人もいる。これを段階露出、ブラケティング、また通称「バラシ撮り」ともいう。
また、カメラによっては自動的に段階露出の撮影を行うオートブラケット機構を持つ機種もある。撮影されたものの中から、自分の表現意図にもっとも合致する写真を選べばよいのである。
実際の被写体は色々な色のものが混在しており、フィルムカメラ、特にリバーサルの場合、露出補正には高度な経験と技術を要したが、デジタルカメラでは、撮った直後に液晶画面で確認したり、あるいは、ライブビュー機能で事前に確かめたりすることができるようになったので、露出補正は格段と容易になった。

## 符号化露光
時間変数tに沿った符号化は符号化露光と呼ばれる。この手法を用いるとぼけた画像から画像処理により鮮明な画像を得られる。